# Salvatore Palmucci
Salvatore Palmucci (Roma, 21 marzo 1940) è un ex ciclista su strada sammarinese.

## Biografia
Nato nel 1940 a Roma, a 20 anni ha gareggiato per San Marino ai Giochi olimpici di Roma 1960, sia nella corsa in linea, chiusa al 40º posto con il tempo di 4h20'57", sia nella cronometro a squadre insieme a Domenico Cecchetti, Sante Ciacci e Vito Corbelli, nella quale non è arrivato al traguardo.

## Piazzamenti

### Competizioni mondiali
- Giochi olimpici

Roma 1960 - In linea: 40º
Roma 1960 - Cronometro a squadre: ritirato